# Agustín Silva
Agustín Silva (Bragado, Buenos Aires, 28 de junio de 1989) es un futbolista argentino. Se desempeña como portero y actualmente se encuentra sin equipo

## Trayectoria
Su debut en un partido oficial llegó el 10 de septiembre de 2011, jugando para Estudiantes de La Plata ante Tigre. Allí participó de la Copa Libertadores y de la Copa Sudamericana.
Posteriormente pasó a préstamo al Club Sol de América de la Primera División de Paraguay, donde ganó el puesto titular apenas llegó. Disputó 59 partidos y participó de la Copa Sudamericana con el elenco paraguayo. 
A mediados de 2018 retornó a Argentina, donde firmó con Nueva Chicago de la Primera B Nacional, segunda división. 
En 2020 llegó al futbol ecuatoriano tras llegar como agente libre a Macará.
Luego de 1 año de inactividad, volvía a Paraguay, siendo presentado como nuevo refuerzo del Club 12 de Octubre.

## Clubes
| Club                    | País      | Año         | Partidos |
| ----------------------- | --------- | ----------- | -------- |
| Estudiantes de la Plata | Argentina | 2009 - 2016 | 41       |
| Sol de América          | Paraguay  | 2016 -2018  | 59       |
| Nueva Chicago           | Argentina | 2018 - 2019 | 37       |
| Macará                  | Ecuador   | 2020-2021   | 30       |
| Club 12 de Octubre      | Paraguay  | 2022-2023   | 11       |